# Stéphane Gilli
Stéphane Gilli (Ganges, Francia, 30 de abril de 1974) es un exjugador y entrenador de fútbol francés. Actualmente dirige al Paris FC de la Ligue 1.

## Trayectoria

### Inicios
Gilli tuvo una corta carrera futbolística amateur con el equipo B del Nîmes, UC Vergèze y Lunel, antes de trabajar como fisioterapeuta después de sufrir una grave lesión. En ese puesto, colaboró con el CS Sfaxien, el Nîmes y el Fulham.
En 2003, empezó a trabajar como asistente técnico de Mehmed Baždarević, con quien estuvo 17 años. Durante esta etapa, lo acompañó como su segundo entrenador en Istres, Étoile du Sahel, Al-Wakrah, Grenoble, Sochaux y la selección de Bosnia y Herzegovina. En diciembre de 2016, quedó a cargo de un partido frente a Gibraltar tras la suspensión de Baždarević por conducta antideportiva. El 9 de junio de 2017, fue relevado de su cargo en el seleccionado europeo después de golpear al jugador griego Giannis Gianniotas luego del final de un encuentro.
En 2018, volvió a unirse a Baždarević para entrenar al Paris FC. Tras el despido de Baždarević el 30 de diciembre de 2019, fue nombrado entrenador interino. En enero de 2020, René Girard fue nombrado a cargo del club francés por lo que pasó a ser su asistente técnico. Más tarde, acompañó a Vahid Halilhodžić durante su etapa en la selección de Marruecos.

### Paris FC
El 3 de junio de 2023, fue oficializado como entrenador del Paris FC. En su segunda temporada a cargo, obtuvo el ascenso a la Ligue 1 con una jornada de anticipación y devolvió al club a la máxima categoría tras 46 años de ausencia.

## Clubes

### Como jugador
| Club      | País    | Año       |
| --------- | ------- | --------- |
| Nîmes "B" | Francia | 1995-1997 |
| Vergèze   | Francia | 1997-1999 |
| Lunel     | Francia | 1999-2001 |

### Como entrenador asistente
| Club                              | País                 | Año       |
| --------------------------------- | -------------------- | --------- |
| Istres                            | Francia              | 2003-2005 |
| Étoile du Sahel                   | Túnez                | 2005-2006 |
| Al-Wakrah                         | Catar                | 2006-2007 |
| Grenoble                          | Francia              | 2007-2010 |
| Sochaux                           | Francia              | 2011-2012 |
| Selección de Bosnia y Herzegovina | Bosnia y Herzegovina | 2014-2017 |
| Paris FC                          | Francia              | 2018-2019 |
| Selección de Marruecos            | Marruecos            | 2020-2022 |

### Como entrenador
| Club     | País    | Año           |
| -------- | ------- | ------------- |
| Paris FC | Francia | 2019-2020     |
| Paris FC | Francia | 2023-presente |